# Вест Рашвил (Охајо)
Вест Рашвил (енгл. West Rushville) град је у америчкој савезној држави Охајо.

## Демографија
По попису из 2010. године број становника је 134, што је 2 (1,5%) становника више него 2000. године.
| Група             | 2000.       | 2010.       |
| Белци             | 127 (96,2%) | 129 (96,3%) |
| Афроамериканци    | 0 (0,0%)    | 0 (0,0%)    |
| Азијати           | 0 (0,0%)    | 0 (0,0%)    |
| Хиспаноамериканци | 4 (3,0%)    | 1 (0,7%)    |
| Укупно            | 132         | 134         |